# Charles-Marie Dorimond de Féletz
Charles-Marie Dorimond de Féletz (* 3. Januar 1767 in Saint-Pantaléon-de-Larche; † 11. Februar 1850 in Paris) war ein französischer römisch-katholischer Geistlicher, Journalist, Literaturkritiker, Schulinspektor, Bibliothekar und Mitglied der Académie française.

## Leben
Charles-Marie de Féletz (auch: Feletz) entstammte einer alten Adelsfamilie des Périgord. Er wuchs in Saint-Pantaléon-de-Larche (Ortsteil Gumond) bei Brive-la-Gaillarde auf, besuchte Schulen in Brive und Périgueux und studierte in Paris Theologie. Im Collège Sainte-Barbe lernte er Louis-François Bertin kennen. 1791 verweigerte er den Eid auf die Zivilverfassung des Klerus und ließ sich Ende des Jahres heimlich zum Priester weihen. Als sich die Entchristianisierungspolitik der Revolution verschärfte, wurde er im März 1794 festgenommen und verbrachte die Zeit bis April 1795 auf den Pontons von Rochefort, die Désiré Nisard in seiner Würdigung eine „sinnlose Barbarei“ (barbarie gratuite) nennt und der er mit nur wenigen lebend entkam. Dann versteckte er sich 5 Jahre lang.
Etwa ab 1800 nahm er Kontakt zu den Brüdern Bertin auf und schrieb von da an ein Leben lang Literaturkritiken in ihrer angesehenen Zeitschrift Journal des débats. Ab 1809 war er 40 Jahre lang Administrateur (Direktor) der Bibliothèque Mazarine. Von 1820 bis 1830 war er Schulinspektor. Seine geschätzten journalistischen Beiträge, die später von Freunden (Jean-Augustin Amar du Rivier und anderen) in Sammelbänden herausgegeben wurden, brachten ihm 1826 den Sitz Nr. 39 in der Académie française ein.
De Féletz starb 1850 im Alter von 83 Jahren. In Brive-la Gaillarde und Périgueux sind Straßen nach ihm benannt.

## Werke
- Mélanges de philosophie, d’histoire et de littérature. 6 Bde. Grimbert, Paris 1828–1830.
  - 1. Philosophie. 2. Belles-Lettres. Poésie. 3. Belles-Lettres. Prose. 4. Histoire. Mémoires. 5. Mémoires particuliers. Correspondances. Voyages. 6. Romans. Polygraphie.
- Jugements historiques et littéraires sur quelques écrivains et quelques écrits du temps. Périsse, Paris und Lyon 1840.